# 施瓦讷韦德
施瓦讷韦德是德国下萨克森州的一个市镇。总面积132.21平方公里，总人口19943人，其中男性9935人，女性10008人（2011年12月31日），人口密度151人/平方公里。